# Hein Koreman

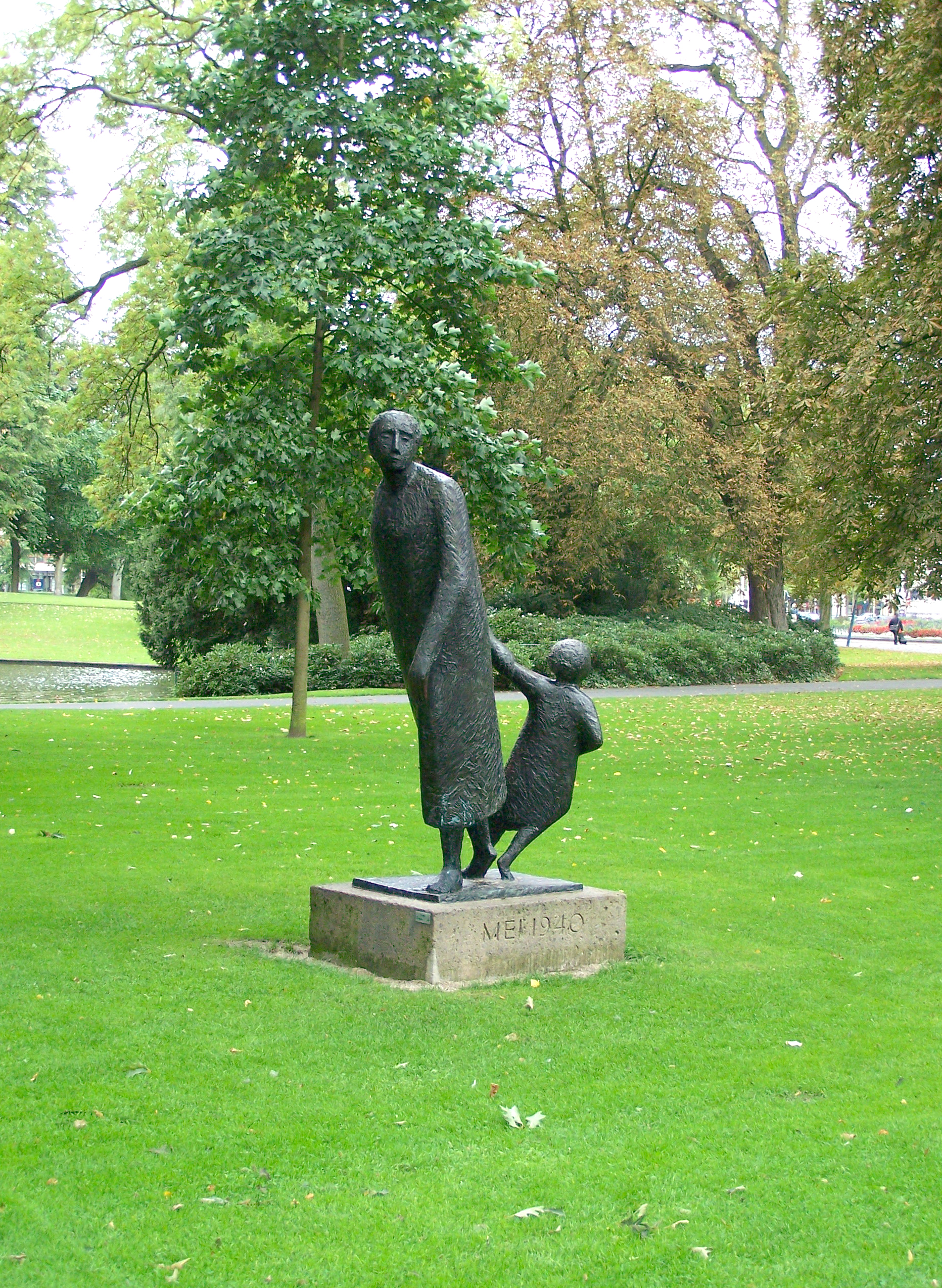
De Vlucht (1954) in Breda

Hein Koreman (Lage Zwaluwe, 28 september 1921 – Breda, 24 juli 2012) was een Nederlandse beeldhouwer en medailleur.

## Leven en werk
Hendrik Koreman werd in 1921 geboren in het Noord-Brabantse Lage Zwaluwe. Hij ontving zijn opleiding aan de Academie voor Beeldende Vorming in Tilburg en de Rijksakademie van Beeldende Kunsten in Amsterdam.
Zijn werk bestaat uit sobere, gestileerde figuren met de nadruk op houding en gebaar, waarmee beweging wordt gesuggereerd. Zijn beeldhouwwerk werd beïnvloed door de Italiaanse beeldhouwers Giacomo Manzù en Marcello Mascherini. In 1957 behoorde Koreman tot de uitgenodigde kunstenaars voor de tentoonstelling Nederlandse Beeldhouwkunst in Museum Boijmans Van Beuningen in Rotterdam.
De kunstenaar woonde en werkte in Breda, waar meerdere van zijn werken in de openbare ruimte zijn geplaatst.

## Werken (selectie)
- Bloemenmeisje , Irenestraat/Balfortstraat in Breda
- Betaaltafel (1953), Houtmarkt in Breda
- De Vlucht (of De Trek) (1954), oorlogsmonument 1940, Park Valkenberg in Breda (geplaatst in 1957)
- Emu (1955), Wolfslaar in Breda
- Bokje (1957), Van de Spiegelstraat in Breda
- Meisje (1959) ontworpen voor de Huishoudschool in IJzendijke, later geplaatst op de scholengemeenschap in Oostburg
- Parmantige plattelandsjongen (1958), Land- en Tuinbouwschool in Sint Anthonis
- Spelende kinderen (1959), Schuttersweg in Hilversum
- Dansend meisje (1960), Vlierestraat in Nijmegen
- Monument Maria (1960), Rooseveltplein in Tilburg
- Barmhartige Samaritaan (1961), Heusdenhoutseweg in Breda
- Dans (1962), Mendelssohnlaan in Breda
- Geliefden (1966), Dommel/Smalwater, Molenstraat in Boxtel
- De Dans (1967), Pieter de Hooghlaan in Hilversum
- Schrijvertje (1974), Halstraat in Breda (geplaatst 1975) en Heuvelstraat in Tilburg (geplaatst 1986)